# Marjorie Taylor Greene
Marjorie Taylor Greene (Milledgeville, Georgia; 27 de mayo de 1974) es una política y empresaria estadounidense perteneciente al Partido Republicano que ejerce, desde 2021, como representante de los Estados Unidos por el 14.º distrito congresional de Georgia.
Ha sido acusada de tener posiciones cercanas a la extrema derecha y de promover teorías de la conspiración, como el Pizzagate y QAnon, así como otras acusaciones no comprobadas, incluyendo los tiroteos de falsa bandera y las teorías de conspiración del 11 de septiembre. Antes de postularse al Congreso, apoyó la ejecución de políticos demócratas. También apoyó los esfuerzos del expresidente Donald Trump por anular su derrota electoral ante Joe Biden en las elecciones presidenciales de 2020. 
Durante el recuento de votos del Colegio Electoral, Greene formó parte de un grupo de legisladores republicanos que se opusieron sin éxito a los votos obtenidos por Biden, a pesar de que las agencias federales que supervisan la seguridad de las elecciones dijeron que eran las más seguras de la historia de Estados Unidos. Tras afirmar falsamente que Trump había sido elegido de forma aplastante pero que le habían robado las elecciones, Greene presentó artículos de impugnación contra Biden al día siguiente de su toma de posesión, alegando abuso de poder. La Cámara de Representantes votó a favor de destituir a Greene de todas las funciones del comité en respuesta a una serie de declaraciones incendiarias y violentas que había hecho anteriormente. Once republicanos se unieron a la unanimidad de los demócratas en la votación del 4 de febrero de 2021.

## Carrera política
Licenciada en Administración de Empresas, comenzó su carrera política en 2020 con el propósito de presentarse como candidata a la Cámara de los Representantes por el 6.º distrito congresional de Georgia. Dicha elección duró poco, al conocerse que Tom Graves, congresista por el 14.º distrito del estado, no se postulaba para la reelección, ocupando Marjorie finalmente su puesto. En los días previos a las elecciones primarias, Facebook eliminó un video de Greene por violar sus términos de servicio. En el video, ella sostenía un fusil tipo AR-15 y advirtió a los "terroristas antifa" que "se mantuvieran alejados del noroeste de Georgia".
Greene consiguió ganar las primarias del distrito y se enfrentó a John Cowan en la segunda vuelta. Greene derrotó a Cowan para ganar la nominación republicana el 11 de agosto. Desde su elección como candidata, Greene fue considerado como la gran favorita para conseguir un escaño en las elecciones generales, ya que el decimocuarto distrito georgiano ha tendido históricamente a votar a los republicanos. El día después de la victoria de Greene en la segunda vuelta, Trump publicó un tuit en su cuenta persona mostrándole su apoyo público a Marjorie, describiéndola como "una futura estrella republicana", una mujer "fuerte en todo y [que] nunca se rinde, ¡una verdadera GANADORA!".
Ganó las elecciones del 14.º distrito congresional frente al demócrata Kevin Van Ausdal, con casi el 75% de los votos (227 475 frente a 76 646). Con su proclamación y entrada en la Cámara de Representantes, Taylor Greene se convertía en la segunda mujer republicana en representar a Georgia en la Cámara. La primera, Karen Handel, fue elegida para representar al 6.º distrito en 2017, pero fue derrotada por un mandato completo en 2018. Greene se convirtió en la primera mujer republicana del estado elegida para un mandato completo.
Horas después del cierre de muchos de los colegios electoral, y de que comenzara el recuento de los votos en muchos estados, el presidente y candidato a la reelección Donald Trump aseguró que era necesario parar el recuento y se autoproclamaba vencedor de las elecciones cuando todavía quedaban muchos distritos por designar. A través de Twitter, Taylor Greene manifestaba que se debía parar el recuento, el "robo" que significaba, asegurando que Trump había ganado, que había un "fraude orquestado" por parte de los demócratas, y que era mandato "salvar América, parar el socialismo, parar el robo".

### Apoyo a las teorías de la conspiración
Greene ha apoyado públicamente la teoría de la conspiración de QAnon, vinculada a la extrema derecha, expresando en videos publicados en 2017 en Facebook que las teorías "valía la pena escucharlas". Publicó 57 artículos al respecto encontrados en los archivos del sitio web American Truth Seeker. Más tarde, Greene se distanció de la teoría de la conspiración y rechazó la etiqueta de "candidato de QAnon". En un vídeo posterior, declaró que "hay una oportunidad única en la vida de sacar a esta camarilla global de pedófilos adoradores de Satanás, y creo que tenemos al presidente para hacerlo".
En un video de 2017 publicado en Facebook , Greene expresó sus dudas de que el autor del tiroteo de Las Vegas en 2017 actuara solo. También llamó nazi a George Soros. Después de las elecciones de 2018, Greene declaró que la elección de Ilhan Omar y Rashida Tlaib fue parte de "una invasión islámica de nuestro gobierno".
En 2018, Greene expresó su apoyo a una teoría de la conspiración de que un avión no golpeó el Pentágono durante el 11S, diciendo que "es extraño que nunca se muestre ninguna evidencia de un avión en el Pentágono", a pesar de la evidencia en video. Más tarde admitió en Twitter que la teoría de la conspiración del 11 de septiembre "no es correcta".
El 3 de septiembre de 2020, Greene compartió un meme en su página de Facebook en la que se representaba a sí misma sosteniendo un rifle estilo AR-15 junto a un collage de fotografías de las congresistas demócratas Alexandria Ocasio-Cortez, Ilhan Omar y Rashida Tlaib. Greene afirmó que había llegado el momento de que los republicanos "pasaran a la ofensiva contra estos socialistas que quieren destrozar nuestro país". La presidenta de la Cámara de Representantes, Nancy Pelosi, denunció el meme como una "peligrosa amenaza de violencia" y Omar exigió que se borrara después de afirmar que ya había provocado amenazas de muerte. Facebook eliminó la publicación pocas horas después por violar sus políticas sobre incitación a la violencia, lo que llevó a Greene a afirmar que los demócratas estaban "tratando de cancelarme incluso antes de que preste juramento".

## Posiciones políticas

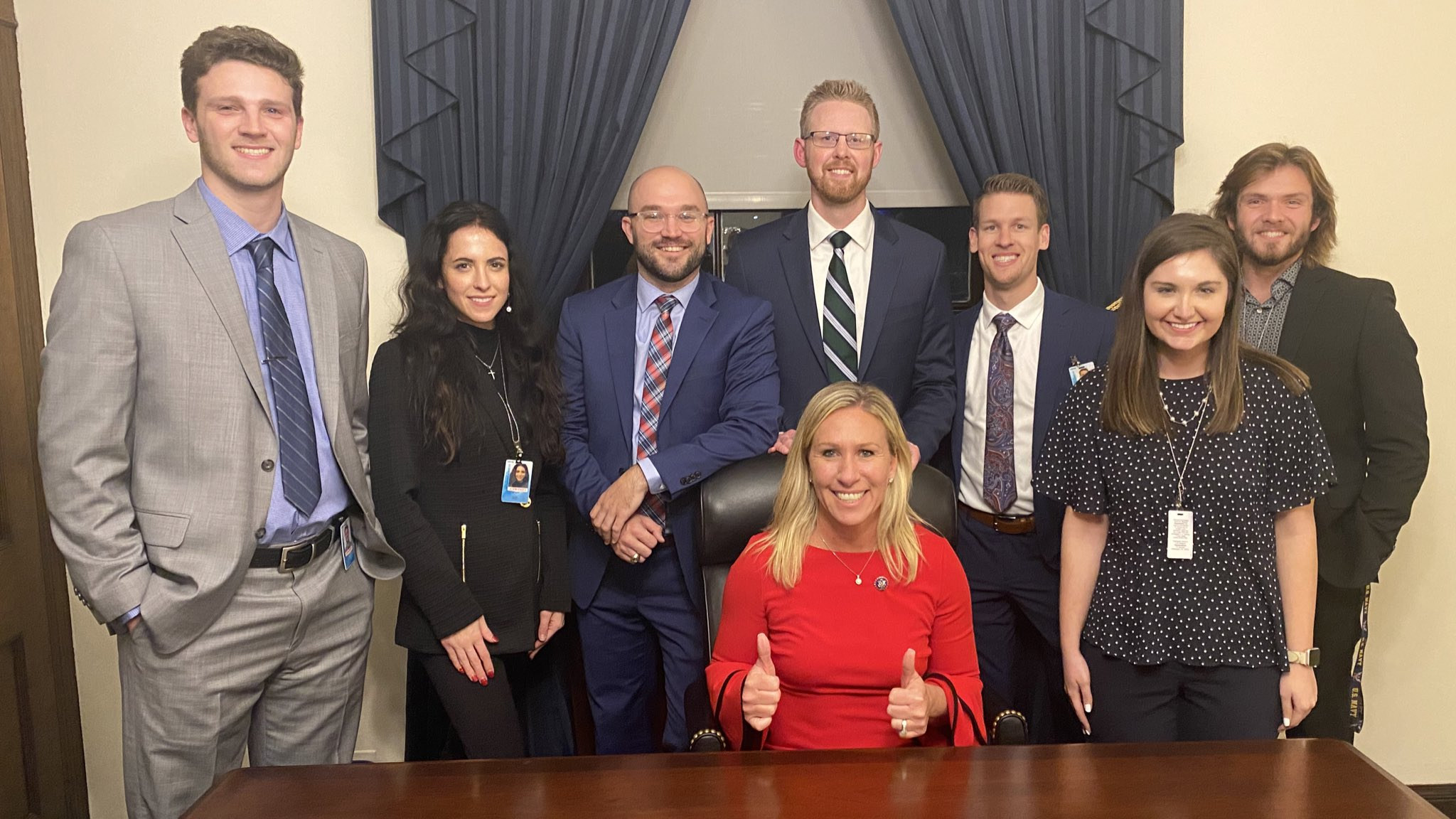
Greene con el personal de su oficina en el Congreso, "Equipo Greene", en su primer día en el cargo, el 3 de enero de 2021.

Ha expresado su apoyo público a Donald Trump y ha declarado su intención de empujar a los republicanos más a la derecha.

### Aborto
Es opuesta al aborto, al que denomina "la peor cicatriz que una mujer puede llevar por el resto de su vida". En videos, aparentemente grabados entre 2017 y 2019, Greene dijo que el aborto y Planned Parenthood eran dos factores que frenaban a las minorías en el país, y en una entrevista de agosto de 2020 con Fox News, indicó su apoyo a desfinanciar a Planned Parenthood.
El 15 de abril de 2021, Greene y Lauren Boebert emitieron dos votos solitarios en contra de un proyecto de ley para reautorizar el Programa Nacional de Donantes de Médula Ósea. Al explicar su voto, Greene afirmó falsamente: "Nada en este proyecto de ley impide la financiación del tejido fetal abortado por parte de los contribuyentes". En 2021, Greene afirmó falsamente que el anticonceptivo Plan B "mata a un bebé en el útero"; Plan B en realidad previene la ovulación y, por lo tanto, previene el embarazo, en lugar de interrumpir un embarazo.

### Política exterior
Durante un discurso en la Conferencia Política de Acción Conservadora de 2021, Greene se opuso rotundamente a la ayuda exterior, diciendo: "Quería llevar mis valores estadounidenses normales y corrientes, que son: amamos a nuestro país. Creemos que nuestros dólares de impuestos duramente ganados deberían destinarse únicamente a Estados Unidos, no a... China, Rusia, Oriente Medio, Guam, lo que sea, donde sea".
En marzo de 2021, Greene fue uno de los 14 republicanos de la Cámara de Representantes que votaron en contra de una medida que condenaba el golpe de Estado en Birmania, por razones que, según se informó, no estaban claras.
En junio del mismo año, Greene fue uno de los 49 republicanos de la Cámara de Representantes que votaron para derogar la Resolución de Autorización para el Uso de la Fuerza Militar contra Irak de 2002.
En julio de 2021, declaró en el programa de Steve Bannon que, si tuviera la autoridad, expulsaría a todos los chinos de los Estados Unidos que fueran leales al Partido Comunista de China e impondría aranceles estrictos al país asiático.
También en julio, Greene votó en contra de la Ley ALLIES bipartidista, que aumentaría en 8 000 el número de visas especiales de inmigrante para los aliados afganos del ejército estadounidense durante su invasión de Afganistán, al tiempo que reduciría algunos requisitos de solicitud que causaron largos retrasos en las solicitudes; el proyecto de ley fue aprobado en la Cámara por una votación de 407 a 16.
A lo largo de la guerra ruso-ucraniana, Greene ha promovido la propaganda rusa, incluyendo afirmaciones de que Ucrania era un estado nazi, y elogió a Vladímir Putin.
Durante la invasión rusa de Ucrania, criticó al gobierno ucraniano de "corrupto" y se opuso al envío de armas a Ucrania. Llegó a sugerir que Ucrania instigó la invasión agitando a Rusia.
En 2024, Greene propuso una enmienda a un proyecto de ley de ayuda exterior de la Cámara de Representantes sobre Ucrania que requeriría que todos los miembros de la Cámara que votaran a favor del proyecto de ley se alistaran en el ejército ucraniano. El ex congresista republicano Ken Buck llegó a llamar a Greene "Moscú Marjorie", debido a que "obtiene sus puntos de conversación del Kremlin".
También ha sido crítica con la OTAN. Fue una de los 18 republicanos que votaron en contra de admitir a Suecia y Finlandia en la OTAN.
En octubre de 2023, Greene patrocinó una resolución para censurar a la representante demócrata estadounidense Rashida Tlaib por presunta "actividad antisemita" y "simpatizar" con Hamás.

### Secesión
A finales de 2021, Greene abogó por un "divorcio nacional" entre los estados republicanos y los demócratas. Sugirió además que los estados republicanos privaran de sus derechos a las personas que se mudaran allí desde los estados demócratas durante un período de cinco años.
Repitió estas sugerencias en febrero de 2023, ante la condena de los demócratas y algunos republicanos, incluidos Spencer Cox, Liz Cheney y Mitt Romney. Al día siguiente, Greene explicó que quería "un acuerdo legal" que separe a los estados más de lo que lo están ahora "mientras se mantiene nuestra unión legal".